# 孙象涵
孙象涵（1909年8月5日—2003年10月17日），原名孙绍坤，化名“孙豁子”。江苏省铜山县七区桃山乡（今安徽省宿州市埇桥区曹村镇桃山村）人。新四军军事干部、中华人民共和国高级官员，曾任国家机械设备成套总局局长。

## 生平
少年读私塾，徐州艺术专科学校毕业回乡任小学教师。1932年-1934年任桃山乡乡长。1938年10月参加中国共产党，创建萧(县)宿(县)铜(山)灵(璧)边区抗日游击队（发展到两千多人）。1938年6月30日，徐西北区委调集湖西各县抗日游击队在丰县华山尹小楼会师，成立湖西人民抗日义勇队第二总队。1938年7月1日彭南游击队整编为湖西人民抗日义勇队第二总队第六支队第十八大队任大队长。1938年10月，第十八大队、第十九大队合编为湖西人民抗日义勇队第二总队第三支队，支队长孙象涵，教导员尹侠僧。1939年5月13日，在萧县梧桐改编为苏鲁豫皖游击第七大队，大队长耿蕴斋，大队副孙象涵，政委蓝廷辉。1939年7月，第七大队第三营（营长孙象涵兼）随八路军苏鲁豫支队第一大队东进。1940年3月，山东分局对陇海铁路以南的所属部队在邳县铁佛寺（今铁富镇）与八路军苏鲁豫皖游击支队第七大队孙象涵部合编“八路军山东纵队陇海南进支队”，钟辉任司令员，韦国清任政治委员，孙象涵任副司令员兼第一团团长，张震寰任政治部副主任。1940年8月20日，遵照中央军委指示，将淮河以北、津浦路以东的所有由共产党领导的抗日武装统一整编为八路军第五纵队，由八路军山东纵队陇海南进支队及新四军第六支队第4总队合编为八路军第五纵队第3支队，司令员张爱萍，政委韦国清、副支队长孙象涵兼第7团团长，团政委李浩然。后第3支队改为新四军第四师第九旅，任副旅长兼第二十五团任团长。新四军第九旅副旅长主管后勤工作。新四军军工部副部长、新四军第三师军工部部长、淮北行署建设处处长、华中军工部副部长、新四军军工部副部长。
解放战争任华东工矿部副部长。
中华人民共和国成立后任华东军政委员会工业部山东办事处主任、山东省工业厅副厅长、东北电业管理局副局长、国家计委成套总局副局长、第一机械工业部成套总局副局长、第一机械工业部机械科学研究院调研组组员、机械科学研究院顾问（副部级）。1982年12月正部级待遇离休。